# Rajd Akropolu 1968
Rajd Akropolis 1968 (16. Acropolis Rally) – 16 edycja rajdu samochodowego Rajd Akropolis rozgrywanego w Grecji. Rozgrywany był od 30 maja do 4 czerwca 1968 roku. Była to czwarta runda Rajdowych Mistrzostw Europy w roku 1968.

## Klasyfikacja rajdu
| Miejsce                      | Kierowca                     | Pilot                        | Samochód                     | Czas                         | Strata                       |                              |
| Klasyfikacja generalna i ERC | Klasyfikacja generalna i ERC | Klasyfikacja generalna i ERC | Klasyfikacja generalna i ERC | Klasyfikacja generalna i ERC | Klasyfikacja generalna i ERC | Klasyfikacja generalna i ERC |
| ---------------------------- | ---------------------------- | ---------------------------- | ---------------------------- | ---------------------------- | ---------------------------- | ---------------------------- |
| 1.                           | Roger Clark                  | Jim Porter                   | Ford Escort Twin Cam         |                              | 0.0                          |                              |
| 2.                           | Sobiesław Zasada             | Jerzy Dobrzański             | Porsche 911 L                |                              |                              |                              |
| 3.                           | Pauli Toivonen               | Martti Kolari                | Porsche 911 T                |                              |                              |                              |
| 4.                           | Bengt Söderström             | Gunnar Palm                  | Ford Escort Twin Cam         |                              |                              |                              |
| 5.                           | Rauno Aaltonen               | Henry Liddon                 | Morris Mini Cooper S         |                              |                              |                              |
| 6.                           | Harry Källström              | Gunnar Häggbom               | Lancia Fulvia 1.3 Coupé HF   |                              |                              |                              |
| 7.                           | Amilcare Ballestrieri        | David Stone                  | Lancia Fulvia 1.3 Coupé HF   |                              |                              |                              |
| 8.                           | Pat Moss-Carlsson            | Elisabeth Nyström            | Lancia Fulvia 1.3 Coupé HF   |                              |                              |                              |
| 9.                           | Ove Andersson                | John Davenport               | Ford Escort Twin Cam         |                              |                              |                              |
| 10.                          | Brian Culcheth               | Mike Wood                    | Morris 1800                  |                              |                              |                              |